# Завелєв Борис Ісаакович
Завелєв Борис Ісаакович  (1876 — 28 березня 1938) — російський і український кінооператор.
З 1914 р. працював у кінофірмі «Акціонерне товариство О. Ханжонкова» з Е. Бауером, П. Чардиніним (фільми: «Жінка завтрашнього дня» (1915), «Пісня торжествуючого кохання» (1915), «Життя за життя», «Сестрі Бронські» (1916) та ін.), на студіях ВУФКУ Ялти і Одеси.

## Фільмографія
Зняв стрічки:
- «Той не злодій, хто не спійманий»,
- «Остання ставка містера Енніока»,
- «Привид блукає Європою» (1923),
- «Хазяїн Чорних скель»,
- «Отаман Хміль»,
- «Вендетта» (1924),
- «Генерал з того світу» (1925),
- «Тарас Шевченко» (1926),
- «Тарас Трясило» (1926),
- «Життя Тараса Шевченка»,
- «Черевички» (1928),
- «Звенигора» (1928),
- «Очі, які бачили» (1928),
- «Велике горе маленької жінки» (1929),
- «Експонат з паноптикуму» (1929),
- «Зірвані дні»,
- «Охоронець музею» (1930) та ін.